# Palm OS
Palm OS je nepodporovaný operační systém s grafickým rozhraním a intuitivním ovládáním původně vyvinutý společností Palm, Inc. pro PDA a komunikátory. Nabízí dotykový displej, podporu multimédií, práci s paměťovou kartou a konektivitu pro IrDA, Bluetooth™ a Wi-Fi. Jeho výhodou jsou nízké nároky na výkon, paměť a rychlost, jelikož v jednom okamžiku může běžet pouze jedna aplikace. Při přepínaní mezi aplikacemi si aplikace uloží poslední stav, takže uživatel nepozná, že se aplikace spouští znovu. Od verze 5 umožňuje PalmOS spustit jednu až dvě aplikace jako rezidentní, což umožňuje například přehrávání mp3 na pozadí.
Po převzetí části divize vyvíjející tuto část softwaru společností Access v roce 2005, a z důvodu pozdějšího zakoupení ochranné známky Palm původní společností, byl operační systém v roce 2007 přejmenován na Garnet OS. Původní společnost Palm později vyvíjela konkurenčního nástupce operačního systému nazvaného WebOS.

## Historie
První PALMy byly vystavěny na procesorech Motorola Dragonball, uživatelům nabízely černobílý dotykový display (160x160 bodů / 2 barvy) a plošku Grafitti™ na vkládání znaků. Měly na dnešní dobu velmi malou paměť (0,5 – 1 MB) bez možnosti rozšíření přes externí flash paměť. Vzhledem k tomu, že tato zařízení nepodporovala multimédia a programový kód aplikací pro procesory Dragonball byl velmi úsporný, tato paměť plně dostačovala pro většinu uživatelů.

## Současnost
Současné modely těchto PDA mají výkonný mikroprocesor firmy Intel XScale s minimální frekvencí 200 MHz.
Standardem se stal barevný display s rozlišením (320x480 nebo 320x320 bodů / 65 536 barev). Velikost paměti RAM začíná u low-end modelů na 32MB a končí použitím pevného disku o kapacitě 4GB u modelu LiveDrive. Většině modelů umožňuje se světem komunikovat vestavěná IrDA, Bluetooth™ rozhraní, u vyšších modelů pak ještě Wi-Fi. Existují i zařízení kombinující PDA s mobilním telefonem jinak nazývané Smartphone (Treo 270/600/650/680), které mají velmi intuitivní ovládání. Také vkládání znaků přes Grafitti™ plošku je intuitivní a je funkční i pro české akcentované znaky.
- Palm Inc. (ex palmOne) – v roce 2005 společnost palmOne Inc. odkoupila veškerá práva na exkluzivní používání značky Palm a přejmenovala se zpět na Palm Inc. V roce 2006 si Palm Inc. koupil od Access Systems America Inc. doživotní práva na zdrojový kód Palm OS 5.4 Garnet, který může pro vlastní potřebu upravovat. Palm se od roku 2005 soustředí především na vývoj zařízení kategorie smartphone s QWERTY klavesnicí.

Na podzim roku 2006 uvedl Palm Inc. na trh zatím poslední GSM smartphone s Palm OS a to konkrétně Palm Treo 680, který je stále v prodeji a těší se patřičné popularitě.
Palm Inc. vyrábí také Trea s OS Windows Mobile.
V roce 2007 uvedl Palm Inc. na trh nové Treo 755p s Palm OS 5.4.9, podporou pro sítě CDMA2000 a datové přenosy 3G EV-DO Rev.0 s rychlostí až 2,4 MBit/s. Na podzim 2007 Palm Inc. představil novou řadu smartphonů s názvem Centro, novým designem a menšími rozměry než dosavadní Trea. Centro je zaměřeno spíše na mladší uživatele a svou výbavou je jim také přizpůsobeno. Od října 2007 je Palm Centro v prodeji u amerického CDMA operátora Sprint. Palm Centro používá Palm OS 5.4.9, je určeno zatím jen pro sítě CDMA2000 a podporuje stejně jako Treo 755p datové přenosy EV-DO (Rev.0). V průběhu září 2007 se na internetu objevily neoficiální fotky GSM verze nového Palm Centro s Palm OS, jeho uvedení do prodeje ale není zatím oficiálně potvrzeno.
Palm Inc. v roce 2007 oficiálně ohlásil vývoj vlastního linuxového nástupce Palm OS 5.4 Garnet. První zařízení s novým „Palm Nova OS“ se očekává v polovině roku 2009.
- Access Systems America Inc. (ex PalmSource) – po odprodeji ochranných známek Palm společnosti palmOne (dnes Palm Inc.) v roce 2005 a následném pohlcení Palm Source společností ACCESS CO., LTD. (Japan) došlo ke změně názvu z PalmSource na Access Systems America Inc. Po prodeji ochranných známek Palm byl také nuceně přejmenován Palm OS 5.4 Garnet na Garnet OS, jehož další vývoj ale společnost Access Systems America počátkem roku 2006 zastavila. Společnost Palm Inc. si na podzim 2006 koupila doživotní licenci na zdrojový kód Garnet OS (Palm OS 5.4 Garnet) a dále jej používá ve svých smartphonech a PDA. Vývoj nástupce Palm OS 5 Garnet s kódovým jménem Cobalt (Palm OS 6) a vlastním mikrokernelem byl v roce 2005 zastaven. Veškerý vývoj se od té doby soustředí na vývoj nového linuxového OS, který dostal název Access Linux Platform (ALP OS). V roce 2007 se ALP OS dostal do finální fáze vývoje a počátkem roku 2008 je možné očekávat první zařízení používající tuto platformu. Neověřená spekulace hovoří o HTC jako o případném prvním výrobci smartphonu s ALP OS.

- Janam Inc. – Janam je nový výrobce průmyslových kapesních počítačů s Palm OS, který vstoupil na trh v roce 2006 a má ambici nahradit výrobky firmy Symbol Technologies Inc.

## Hardware
- Visor Deluxe (3.1H, 8MB, 16 MHz Dragonball, 160x160 4xšedá podsvícený, 2xAAA, IrDA)
- Visor Edge (3.5.2H, 8MB, 33 MHz Dragonball, 160x160 16xšedá podsvícený, Li-Ion, IrDA, kovový obal)
- Visor Platinum (3.5.2H, 8MB, 33 MHz Dragonball, 160x160 16xšedá podsvícený, 2xAAA, IrDA)
- Treo 180g (3.5.2H, 16MB, 33 MHz Dragonball, 160x160 16xšedá podsvícený, Li-Ion, IrDA, GSM 900/1800)

- Palm IIIc (3.5, 2/8MB, 20 MHz Dragonball, 160x160 256xcolor TFT, IrDA/RS232)
- Palm i705 (4.1, 4/8MB/SD, 33 MHz Dragonball, 160x160 16xšedá podsvícený, Li-Ion, IrDA/RS232/Wireless)
- Palm Tungsten|T3 (5.2.1, 12/64MB/SDIO, 400 MHz Intel XScale, Li-Ion, 320x480 65k, IrDA/BT, zasouvací design)
- Palm Zire 72/72s (5.2.8, 6/32MB/SDIO, 312 MHz Intel XScale 270, 900mAh Li-Pol, 320x320 65k, IrDA/BT, 1,2 MPix kamera)
- Palm Tungsten|T5 (5.4.8, NVFS 64MB a 160MB internal drive, 416 MHz Intel XScale 270, 1300 mAh Li-Ion, 320x480 65k, IrDA/BT)
- Palm Tungsten|E2 (5.4.8, NVFS 32MB/SDIO, 200 MHz Intel XScale 270, 1050 mAh Li-Ion, 320x320 65k, IrDA/BT)
- Palm LifeDrive (5.4.8, NVFS 64MB a 3,8GB HDD MicroDrive, 416 MHz Intel XScale 270, 1600 mAh Li-Ion, 320x480 65k, IrDA/BT/WiFi)
- Palm T|X (5.4.9, NVFS 6/13/128MB, 312 MHz Intel XScale 270, Li-Ion, 320x480 65k, IrDA/BT/WiFi)
- Palm Centro(GSM) (5.4.9, NVFS 64MB/microSDHC 312 MHz Intel XScale 270, Li-Ion 1150mAh, 320x320 65k, IrDA/BT, GSM 850/900/1800/1900)

## Aplikace
V každém zařízení s PalmOS jsou některé z vestavěných aplikací:
- Kalendář
- Kontakty
- Úkoly
- Poznámky
- DocumentsToGo (je kompatibilní s Microsoft Office a Adobe Reader)
- Fotky
- Real Player
- Kinoma Player – přehrávač videí
- Pocket Tunes – přehrávač audio souborů a internetových streamů
- Kalkulačka
- Diktafon
- VersaMail – poštovní klient
- Blazer – webový prohlížeč

Na přiloženém CD je program PalmDesktop pro správu databází v Palmu a několik dalších programů.

## Dostupnost softwaru
Hlavní silou PalmOS je množství freewarových aplikací volně dostupných na Internetu:
- Český web se softwarem pro PDA PalmOS a Windows Mobile
- Freewarové aplikace pro Palm
- Open source aplikace pro Palm

## Vývoj vlastního software pro PalmOS
Vývoj aplikací pro Palm je v podstatě jednoduchý a zvládne jej i začínající programátor rozumějící základům jazyka C. Při vytváření aplikací se používají tato vývojová prostředí:
- Komerční varianta:
  - CodeWarrior – profesionální vývojové prostředí

- Freeware varianta:
  - Cygwin s nainstalovanými GCC balíčky prc-tools
  - Palmphi Archivováno 4. 2. 2007 na Wayback Machine. WYSIWYG vývojové prostředí

- Literatura:
  - LESNÝ, Petr. Úvod do programování PalmOS. 1. vyd. [s.l.] : Vlastním nákladem, 2003. 193 s. Dostupný z WWW